# Leccionario 54
El Leccionario 54, designado por la sigla ℓ 54 (en la numeración Gregory-Aland), es un manuscrito griego del Nuevo Testamento. Está fechado por el colofón para el año 1470.

## Descripción
El códice contiene enseñanzas del Evangelio del Nuevo Testamento, en 344 hojas de pergamino (21 cm por 14,8 cm). El texto está escrito en letra minúscula, en dos columnas por página, 24 líneas por página.

## Historia
El manuscrito fue escrito por un monje llamado Dometius, proveniente del Monasterio de Vatopediou, en el Monte Athos; fue examinado por Christian Frederick Matthaei. En la actualidad el códice se encuentra en el Museo Estatal de Historia, en Moscú, Rusia. El manuscrito se cita en las ediciones del Nuevo Testamento griego (UBS3).